# Brian Maisonneuve
Brian Maisonneuve (* 28. Juni 1973 in Warren, Michigan) ist ein ehemaliger US-amerikanischer Fußballspieler, der im defensiven Mittelfeld für die Columbus Crew in der Major League Soccer (MLS) spielte.
Maisonneuve spielte von Kindesbeinen an Fußball. An der Indiana University wurde er zu einem wichtigen Führungsspieler und schoss viele Tore für sein Team.
Ab 1996 spielte er für Columbus Crew in der MLS. Insgesamt hat er 189 Profi-Spiele für den Verein bestritten und dabei 23 Tore geschossen.
1996 spielte er bei den Olympischen Sommerspielen für die USA. Wenige Zeit später wurde er A-Nationalspieler. Er nahm an der Fußball-Weltmeisterschaft 1998 teil und bestritt 13 Länderspiele für die USA.
Vor der Saison im Jahr 2000 erlitt er eine Reihe an Knöchel-Verletzungen, die ihn dazu zwangen die Saison auszusetzen und ihn in seiner Karriere weit zurückwarfen.